# Hanaa Edwar

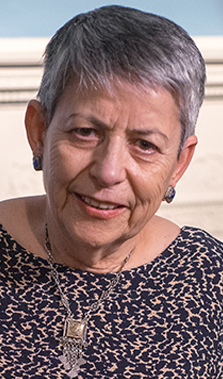
Hanaa Edwar

Hanaa Edwar (Basra, 1946) is een Irakees vrouwenrechtenactivist. Zij is de oprichter en algemene secretaris van de Iraqi Al-Amal Association, en mede-oprichter van de Iraqi Women's Network.

## Biografie
Edwar werd geboren in 1946 in een christelijk gezin in Basra. Ze behaalde haar diploma in rechten aan de Universiteit van Baghdad in 1967. Zij stichtte de Al-Amal Association in 1992. In juli 2005 hielp zij bij het organiseren van een protest tegen Artikel 41 van de nieuw opgestelde grondwet, en riep op tot een vergadering tussen de leden van het comité van het grondwetsontwerp en vrouwenrechtenactivisten.
In juni 2011 onderbrak zij een conferentie op de overheidstelevisie om premier Nuri Al-Maliki te ondervragen over het feit dat het leger vier protesteerders had gearresteerd. Nadat zij de premier in het openbaar had uitgedaagd, "was er een kogel in een envelop bij haar kantoor achtergelaten."
In 2013 won zij de Arab Woman of the Year award.